# Хикель, Джейсон
Джейсон Эдвард Хикель (Хикел, англ. Jason Edward Hickel; род. 26 декабря 1982, Эсватини) — экономический антрополог, специалист по антиросту, экологической экономике, политической экономии, глобальному неравенству и империализму. Доктор философии (2011), профессор Института экономических наук при Автономном университете Барселоны, научный сотрудник к Международного института неравенства при Лондонской школе экономики, член Королевского общества искусств.

## Биография
Родом из Свазиленда (ныне Эсватини), где его родители были врачами в разгар кризиса СПИДа. Получил степень бакалавра по антропологии в Уитонском колледже в США (2004). Работал в некоммерческом секторе в Нагаленде (Индия) и в родном Свазиленде. Диссертацию «Демократия и саботаж: моральный порядок и политический конфликт в Квазулу-Натале, Южная Африка» на соискание степени доктора философии по антропологии защитил в Университете Вирджинии в августе 2011 года. Преподавал в Лондонской школе экономики в 2011—2017 годах и в Лондонском университете Голдсмитс в 2017—2021 годах. В 2017—2019 годах состоял в рабочей группе Лейбористской партии Великобритании (которую тогда возглавлял Джереми Корбин) по международному развитию. В 2020 году работал в Консультативной группе по статистике для Доклада о развитии человека ООН и в консультативном совете по Европейскому зеленому курсу.
Ассоциированный редактор журнала World Development. Выступал на страницах и в эфире The Guardian, Foreign Policy, Al Jazeera, Fast Company, Prospect, Jacobin, Le Monde Diplomatique, New Internationalist, Red Pepper, Truthout, Monthly Review, Viewsnight, Financial Times, BBC World Service, Business Matters и NPR.
Его этнографической работе в Южной Африке посвящена его первая книга «Демократия как смерть: Моральный порядок антилиберальной политики в Южной Африке» (Democracy as Death: The Moral Order of Anti-Liberal Politics in South Africa, University of California Press, 2015). Соредактор Ekhaya: The Politics of Home in KwaZulu-Natal (University of KwaZulu-Natal Press, 2014), Hierarchy and Value: Comparative Perspectives on Moral Order (Berghahn, 2018).
Автор книг «Раздел. Краткий справочник по мировому неравенству и его решениям» (The Divide: A Brief Guide to Global Inequality and its Solutions, Penguin, 2017), «Лучше меньше, да лучше: Как антирост спасет мир» (Less is More: How Degrowth Will Save the World, Penguin, 2020), называвшихся Financial Times и New Scientist среди лучших книг года.

## Переводы на русский и украинский
- Джейсон Хикел. Насколько велико мировое неравенство, если по правде? Архивировано 20 декабря 2021 года. // Скепсис, 3.03.2019
- Джейсон Хикел. Как не следует измерять уровень неравенства Архивировано 20 декабря 2021 года. // Скепсис, 15.05.2019
- Джейсон Хикел. Бедных в мире становится всё меньше? Письмо Стивену Пинкеру (и заодно Биллу Гейтсу) о бедности в мире // Скепсис, 4.02.2019
- Джейсон Хикел. Нобелевская премия за климатическую катастрофу // Спільне, 15.02.2019.
- Джейсон Гікел. Перевернути міф про корупцію Архивировано 20 декабря 2021 года. // Спільне, 11.02.2014.
- Джейсон Гікел. Расистські подвійні стандарти міжнародного розвитку Архивировано 20 декабря 2021 года. // Спільне, 21.07.2020.